# Waiting (песня)
«Waiting» — песня американской панк-рок-группы Green Day. Она была выпущена как третий сингл из их шестого альбома Warning.
Мелодия песни подобна к мелодиям песен «Do You Wanna Dance?» и «Downtown».

## Отзывы
Сингл достиг 26 позиции в чарте Alternative Songs.
Также, песня была хорошо встречена критиками. New Musical Express в обзоре песни написали, что сингл может занимать уважительное место в лучшем материале группы. Slant назвали песню «мгновенно запоминающейся».

## Музыкальное видео
В видео показано, как Green Day играет в доме посреди веселящейся молодежи (в замедленной съемке). Оно было снято Марком Уэббом.

## Список композиций
Promo
1. «Waiting» — 3:14

CD
1. «Waiting»
2. «Macy’s Day Parade» (Live from Sendai, 3/16/01) (Названо песней «Maria» на вложенном буклете)
3. «Basket Case» (Live from Harumi Arena, Tokyo, 1996, Jan. 27)
4. «Waiting» Music Video

- Второй трек также доступен на Tune in, Tokyo....
- Третий трек также доступен на Bowling Bowling Bowling Parking Parking.

GER CD
1. «Waiting» — 3:13
2. «She» (live in Japan) — 2:32
3. «F.O.D.» (live in Japan) — 3:07

DVD Single
1. «Waiting»
2. «Waiting» (видео)
3. 4 видео фрагмента: «Basket Case» / «Geek Stink Breath» / «Good Riddance (Time of Your Life)» / «Minority»

- Эта версия подразумевает, что сингл скорее из International Superhits!? чем из альбома Warning.

7"
Side A
1. «Waiting»

Side B
1. «Maria» (original version)

Vinyl Box Set Version
Side A
1. «Waiting»
2. «Macy’s Day Parade»

Side B
1. «Fashion Victim»
2. «Castaway»